# Helicopsyche starmuehlneri
Helicopsyche starmuehlneri is een schietmot uit de
familie Helicopsychidae. De soort komt voor in het Australaziatisch gebied.